# Hot16Challenge

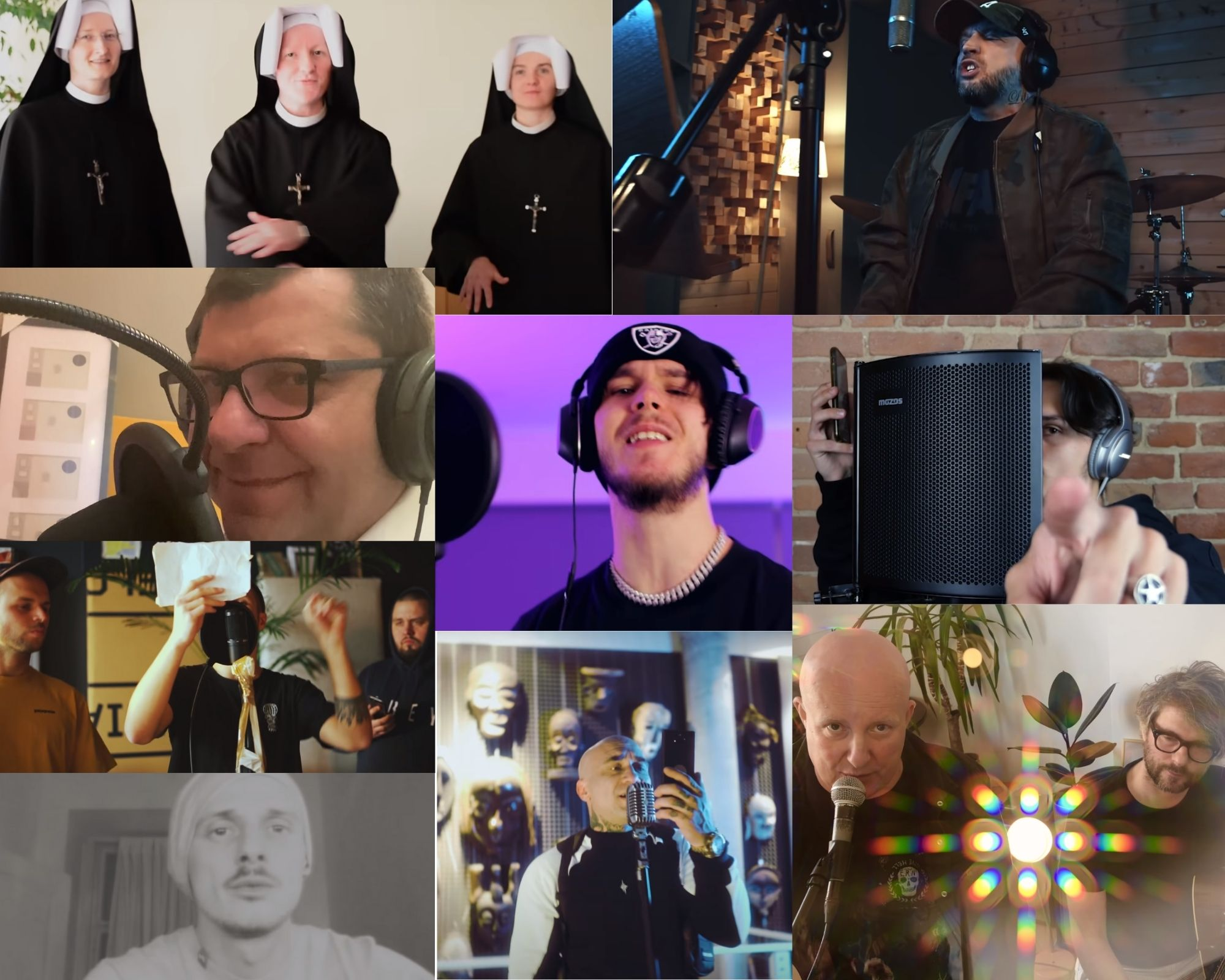
Niektórzy z uczestników drugiej odsłony akcji: Siostry Matki Bożej Miłosierdzia z Łagiewnik, Peja, Zbigniew Stonoga, Tommy Craze, Fukaj, Undadasea, Saiid, Sobota, Piotr Bukartyk i Krzysztof Kawałko.

Hot16Challenge (zapis stylizowany #hot16challenge) – ogólnopolska akcja muzyczna zainicjowana przez rapera Karola „Solara” Poziemskiego w sierpniu 2014 roku, a jej druga edycja w kwietniu 2020 (zainicjowana razem z Matą). Zgodnie z jej zasadami każdy artysta w ciągu 72 godzin od otrzymania nominacji musi nagrać 16-wersową zwrotkę pod dowolny beat i nominować do tego samego zadania kolejnych wykonawców.

## I edycja
31 sierpnia 2014 roku Solar zainicjował akcję-zabawę #Hot16Challenge inspirowaną inicjatywą Ice Bucket Challenge, jednakże niemotywowaną altruizmem. Wyzwanie polegające na nagraniu materiału wideo, w którym raper wykonuje tzw. „szesnastkę” (zwrotkę składająca się z 16 wersów) pod dowolny beat, a następnie nominuje innych wykonawców, spotkało się głównie z pozytywnym odbiorem społeczności hip-hopowej. Solar w swoim nagraniu nominował raperów Flinta, Wujka Samo Zło, Dioxa i Białasa, z którym wielokrotnie współpracował. Wykonawcy odpowiedzieli na nominację zgodnie z założeniem w ciągu 72 godzin.
Na akcję #Hot16Challenge odpowiedziało ponad 200 raperów i raperek, w tym czołowi przedstawiciele krajowej sceny hip-hopowej, m.in.: Tede, AbradAb, Łona oraz Ten Typ Mes. Pomimo nominacji udziału w inicjatywie odmówili raperzy Peja i W.E.N.A. Najpopularniejszymi (pod względem liczby odtworzeń w serwisie YouTube) nagraniami powstałymi w ramach akcji były występy Tedego, O.S.T.R. oraz Słonia.
#Hot16Challenge był jednym z najpopularniejszych hashtagów używanych w mediach społecznościowych w 2014 roku w Polsce.

## II edycja

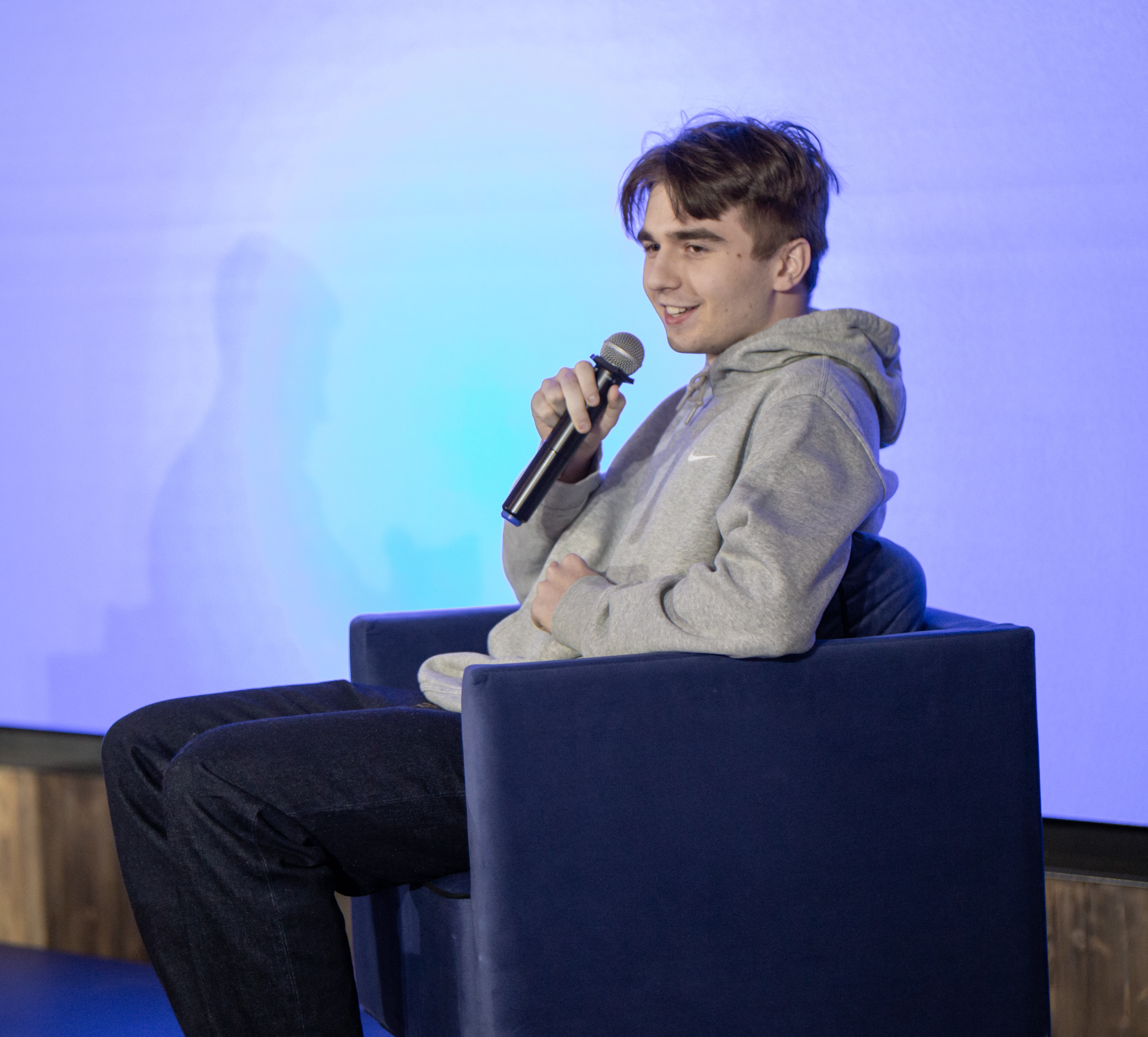
Michał „Mata” Matczak – jeden z inicjatorów drugiej edycji wyzwania

Druga edycja #Hot16Challenge (pod oficjalnym hashtagiem #Hot16Challenge2) wystartowała 28 kwietnia 2020. Rozpoczęła się po internetowej zbiórce charytatywnej, organizowanej przez Matę podczas livestreamu, którego gościem był Solar. Raperzy zapowiedzieli wtedy drugą część akcji, pod warunkiem zebrania minimum 16 tysięcy złotych. W ciągu niecałych dwóch godzin słuchaczom i fanom udało się osiągnąć zamierzony cel. Koordynacją akcji zajęli się polskojęzyczni edytorzy poświęconego muzyce serwisu Genius.

### Cel II edycji
Celem drugiej edycji była zbiórka funduszy na rzecz personelu medycznego, w celu wsparcia go w walce z koronawirusem, organizowana w serwisie siepomaga.pl. Każdy z artystów poza nagraniem 16-wersowej zwrotki zobowiązany był wpłacić pieniądze na ten cel. Początkowym założeniem akcji było zebranie miliona złotych, co udało się zrealizować 8 maja. 14 maja zebrana kwota przekroczyła 2 miliony, a 21 maja 3 miliony złotych. W sumie zebrano 3 681 884,89 złotych z 95 060 wpłat, zaś stronę zbiórki udostępniono ponad 30 tysięcy razy. W trakcie trwania akcji była to największa tzw. skarbonka (pojedyncza zbiórka) w historii serwisu. Zebrane pieniądze były rozdysponowywane na bieżąco przez fundację Siepomaga. Zakupiono za nie m.in. siedem karetek pogotowia, siedem urządzeń do dezynfekcji oraz inne artykuły medyczne (maseczki ochronne, rękawiczki, kombinezony).

### Przebieg akcji
Drugą część #Hot16Challenge również rozpoczął Solar, który w swojej 16-wersowej zwrotce nominowanał Białasa, Bedoesa, Matę, Taco Hemingwaya i Mike’a Posnera. Polscy artyści odpowiedzieli na nominację, a akcja szybko nabrała ogólnokrajowego rozpędu. Wzięli w niej udział czołowi polscy raperzy (m.in. Sokół, Pezet czy KęKę) i reprezentanci innych nurtów muzyki (m.in. Paulina Przybysz, Dawid Podsiadło czy Monika Brodka), a także osoby spoza branży muzycznej, jak Klocuch, Kuba Wojewódzki czy Bartosz Kapustka. Nominacje do udziału w akcji odrzucili natomiast m.in. raperzy W.E.N.A i Miuosh, a także Jerzy Owsiak. 2 maja wideobloger Krzysztof Gonciarz rozpoczął analogiczną akcję #brzydka16challenge, skierowaną jednak głównie do youtuberów i osób niezwiązanych z muzyką.
W drugiej edycji wzięli też udział politycy, wśród nich prezydent Polski Andrzej Duda, którego występ był szeroko komentowany przez media, środowisko hip-hopowe oraz internautów. Z krytyką spotkał się udział Janusza Korwin-Mikkego. W opublikowanym przez niego utworze dopatrzono się mowy nienawiści – polityk miał nawoływać do przemocy względem osób o poglądach lewicowych. Posłowie Lewicy Maciej Kopiec i Hanna Gill-Piątek zapowiedzieli podjęcie w tej kwestii kroków prawnych. Decyzja ta spotkała się z krytyką niektórych dziennikarzy, w tym Agnieszki Gozdyry, oraz polityków Konfederacji, między innymi posła Konrada Berkowicza, który stwierdził, że politycy Lewicy nie zrozumieli rapowej konwencji. 29 maja Berkowicz zapowiedział wydanie płyty zawierającej utwory polityków Konfederacji (m.in. Korwin-Mikkego, Grzegorza Brauna, czy samego Berkowicza), część dochodu ze sprzedaży której miałaby być przeznaczona na walkę z pandemią COVID-19. Płyta, zatytułowana Mowa Nienawiści, ukazała się w listopadzie 2020. Zwrotki Andrzeja Dudy oraz Janusza Korwin-Mikkego należały do najczęściej słuchanych utworów drugiej edycji wyzwania.
W akcji wziął udział także Rzecznik Praw Obywatelskich Adam Bodnar oraz lider Konfederacji Korony Polskiej, poseł Grzegorz Braun, który zaprezentował swoją interpretację Psalmu 91 w staropolskim tłumaczeniu Jana Kochanowskiego.
W #Hot16Challenge2 włączyły się również duże marki, m.in. x-kom, BNP Paribas oraz Żywiec-Zdrój.
Ważnym elementem drugiej odsłony #Hot16Challenge była nominacja zagranicznych artystów. Na wyzwanie odpowiedzieli m.in. raperzy Yzomandias z Czech, Separ ze Słowacji, Kronkel Dom z Niemiec i Mr. Polska z Holandii, a także inni wykonawcy z wymienionych krajów. Zaproszeni do akcji zostali również m.in. Mike Posner, Snoop Dogg, Ed Sheeran, Logan Paul i Alyona Alyona.
23 maja Solar ogłosił, że akcja wkrótce zostanie zakończona (nie podał jednak konkretnej daty) oraz zapowiedział wydanie płyty zawierającej najlepsze nagrane zwrotki, dochód ze sprzedaży której miałby zostać przeznaczony na cele charytatywne. 26 maja w serwisach streamingowych ukazał się album #Hot16Challenge2, zawierający zwrotki wykonawców zrzeszonych w SBM Label, wytwórni Solara.
1 sierpnia dobiegła końca zbiórka pieniędzy, została jednak przedłużona. 9 września, na gali nagród branży hip-hopowej Popkillery 2020, Solar otrzymał specjalne wyróżnienie za organizację akcji. 28 września Solar oficjalnie zakończył akcję, publikując podsumowujący ją utwór, w teledysku do którego zaprezentowano karetki zakupione przy pomocy środków ze zbiórki.
9 lutego 2021 na gali Bestellerów Empiku akcja została wyróżniona nagrodą w kategorii „Wydarzenie Roku”. 10 marca akcję wyróżniono nagrodą „Produkcja Roku” w plebiscycie Telekamery 2021. 1 czerwca na gali Popkillery 2021 przyznano nagrody dla najlepszych zwrotek edycji: w kategorii „Rapowe #Hot16Challenge2” zwyciężył Szpaku, a w kategorii „Nierapowe #Hot16Challenge2” Dawid Podsiadło.

### Statystyki
Do 21 maja 2020 w #Hot16Challenge2 wzięło udział ponad 800 twórców, 31 maja było to już ponad 1400 osób. Nominowanych było w sumie 4183 wykonawców. Liczba nagranych zwrotek wyniosła 1429, z czego 1349 powstało w Polsce. Związane z akcją nagrania umieszczone w serwisie YouTube odtworzono ponad 500 milionów razy. Według Instytutu Monitorowania Mediów przez pierwszy miesiąc trwania wyzwania zostało ono wspomniane w mediach ponad 13 tysięcy razy, zaś firma SentiOne oceniła internetowy zasięg akcji na 580 milionów interakcji poza YouTube.
Nagrania związane z akcją cieszyły się dużą popularnością w serwisie YouTube. Najpopularniejszym utworem drugiej edycji wyzwania (pod względem liczby wyświetleń w tym serwisie) była zwrotka Szpaka, którego klip został odtworzony ponad 66 milionów razy. Jako singiel utwór uzyskał status potrójnej platynowej płyty. Wśród najpopularniejszych materiałów oglądanych w 2020 znalazły się także występy Young Igiego (którego zwrotka również zdobyła status platynowej płyty jako singiel), Andrzeja Dudy, Marcysi Ryskali, Weroniki Sowy oraz Marty Błoch.

### Kontrowersje i krytyka
Pewne aspekty #Hot16Challenge2 spotkały się z krytyką. Niektórym raperom, nagrywającym w studio wraz z ekipą, zarzucano brak odpowiedzialności w obliczu pandemii, zaś część muzyków biorących udział w akcji (m.in. Kukon, Sarius czy Kali) otwarcie bagatelizowała skalę zachorowań lub wręcz negowała istnienie wirusa SARS-CoV-2. Krytykowana była także jakość nominacji pod kątem muzycznym oraz występy polityków. Jednak według Solara celem było osiągnięcie jak największych zasięgów, a nie wysokiego poziomu utworów.
Szczególne kontrowersje wzbudził udział w wyzwaniu Andrzeja Dudy. Prezydenta skrytykowali m.in. Peja oraz działaczka społeczna Patrycja Krzymińska, jak również inne osoby publiczne oraz internauci. Komentujący zwracali uwagę na fakt, że prezydent jest częściowo odpowiedzialny za niedofinansowanie polskiej służby zdrowia. Tede stwierdził natomiast, że wyzwanie stało się elementem kampanii wyborczej. Sam także spotkał się z krytyką, po tym jak w swoim sklepie internetowym sprzedawał koszulki nawiązujące do #Hot16Challenge, co Solar określił jako „niesmaczne i nieuczciwe”. Ostatecznie Tede wyjawił, że dochód z ich sprzedaży zostanie przekazany na jedno z hospicjów dziecięcych, nie wsparł jednak głównej zbiórki powiązanej z akcją.
Zdaniem doktor Anny Zachorowskiej-Mazurkiewicz #Hot16Challenge2 towarzyszyła narracja, według której obywatelskie inicjatywy wystarczą do utrzymania państwa. Ekonomistka zauważyła jednak, że zebrana kwota nie była na tyle wysoka, by stanowić realne wsparcie dla służby zdrowia. Z tych samych powodów akcję skrytykował kulturoznawca Marcin Napiórkowski, który stwierdził, że wyzwanie odwracało uwagę od realnego problemu niedofinansowania systemu opieki zdrowotnej w Polsce. Zauważył też, że popularność akcji nie przełożyła się na ilość zebranych pieniędzy. Do podobnych wniosków doszedł na łamach portalu bezprawnik.pl Maciej Bąk, według którego część biorących udział w akcji osób (zwłaszcza polityków) niedostatecznie promowała zbiórkę. Natomiast zdaniem Sokoła za niską skuteczność akcji (przy jej zasięgu) odpowiadało skąpstwo Polaków.